# Brazylia na Zimowych Igrzyskach Olimpijskich 1992
Brazylię na Zimowych Igrzyskach Olimpijskich 1992 reprezentowało 7 zawodników: sześciu mężczyzn i jedna kobieta. Był to debiutancki start Brazylii na zimowych igrzyskach olimpijskich.

## Reprezentanci

### Narciarstwo alpejskie

#### Mężczyźni
| Zawodnik                | Konkurencja   | Wyścig 1     | Wyścig 2     | Suma         | Suma    |
| Zawodnik                | Konkurencja   | Czas         | Czas         | Cza          | Miejsce |
| ----------------------- | ------------- | ------------ | ------------ | ------------ | ------- |
| Marcelo Apovian         | Supergigant   |              |              | 1:27.87      | 76      |
| Marcelo Apovian         | Slalom gigant | 1:23.07      | 1:24.97      | 2:48.04      | 73      |
| Marcelo Apovian         | Slalom        | Nie ukończył | –            | Nie ukończył | –       |
| Robert Scott Detlof     | Slalom        | 2:06.00      | 1:12.58      | 3:18.58      | 63      |
| Hans Egger              | Supergigant   |              |              | 1:35.88      | 86      |
| Hans Egger              | Slalom gigant | 1:27.47      | Nie ukończył | Nie ukończył | –       |
| Hans Egger              | Slalom        | 1:11.95      | 1:12.56      | 2:24.51      | 48      |
| Fábio Igel              | Slalom gigant | 1:28.83      | Nie ukończył | Nie ukończył | –       |
| Lothar Christian Munder | Zjazd         |              |              | 2:07.34      | 41      |
| Lothar Christian Munder | Supergigant   |              |              | 1:21.07      | 55      |
| Sérgio Schuler          | Supergigant   |              |              | 1:27.41      | 74      |
| Sérgio Schuler          | Slalom gigant | 1:22.31      | 1:20.30      | 2:42.61      | 64      |
| Sérgio Schuler          | Slalom        | Nie ukończył | –            | Nie ukończył | –       |

Kombinacja mężczyzn
| Zawodnik                | Zjazd   | Slalom  | Slalom       | Suma         | Suma    |
| Zawodnik                | Czas    | Czas 1  | Czas 2       | Punkty       | Miejsce |
| ----------------------- | ------- | ------- | ------------ | ------------ | ------- |
| Lothar Christian Munder | 1:57.01 | 1:07.26 | Nie ukończył | Nie ukończył | –       |

#### Kobiety
| Zawodniczka    | Konkurencja   | Wyścig 1 | Wyścig 2 | Suma    | Suma    |
| Zawodniczka    | Konkurencja   | Czas     | Czas     | Czas    | Miejsce |
| -------------- | ------------- | -------- | -------- | ------- | ------- |
| Evelyn Schuler | Supergiant    |          |          | 1:48.74 | 46      |
| Evelyn Schuler | Slalom gigant | 1:26.62  | 1:31.70  | 2:58.32 | 40      |